# Rosa und Marie
Rosa und Marie ist ein deutscher Kurzfilm aus dem Jahr 2010 von Detlef Muckel. In den Hauptrollen des Holocaustdramas sind Tiziana Grohne und Filiz Dessi zu sehen.

## Handlung
In einem Pflegeheim erzählt die Greisin Marie ihrer Enkelin aus ihrer Jugend: 
1938, zur Zeit des Nationalsozialismus ist Marie mit der gleichaltrigen Jüdin Rosa befreundet. Sie erlebt, wie Rosa und ihre Familie mehr und mehr diskriminiert wird. Dennoch halten beide Mädchen ihre Freundschaft aufrecht. 1942 wird Marie schließlich Zeugin, wie Rosa, ihre Mutter und weitere Juden deportiert werden. 
Die Greisin Marie erzählt dem Kind, dass sie dankbar sei, dass sie einen kleinen Teil ihres Lebens mit Rosa verbringen durfte. Der Film endet mit einer Texteinblendung dernach Rosa und ihre Mutter in Riga ermordet wurden.

## Veröffentlichung
Der Film wurde auf DVD veröffentlicht.